# جاكوب أداكتوسون
جاكوب أداكتوسون مواليد 31 أغسطس 1980 في ستوكهولم، هو لاعب كرة مضرب سويدي يلعب باليد اليمنى. أعلى تصنيف له في الفردي كان المركز الـ 214 في سنة 2006. أعلى تصنيف له في الزوجي كان المركز الـ 263 في سنة 2006.